# Михал Жимјерски
Михал Рола Жимјерски (пољ. Michał Rola-Żymierski) познат и као Михал Жимирски и Михал Лижвињски; (1890 — 1989) био је пољски маршал.

## Младост
Михал Жимјерски је рођен 4. септембра 1890. године у Кракову од оца Војћеха (пољ. Wojciech) и мајке Марије (пољ. Maria). Године 1908. је матурирао. Завршио је студије права (Јагелонски универзитет), економије (Трговачка академија у Кракову), као и војне студије (Виша војна школа у Француској, 1923).
Од 1909. године је припадао покрету који се борио за независност Пољске. Био је члан организације Зажевје (пољ. Zarzewie), а касније је приступио и организацији Пољске стрељачке дружине (пољ. Polskie Drużyny Strzeleckie). Године 1911. и 1912. је био у аустријској армији, где је завршио школу за резервне официре.

## Први светски рат
За време Првог светског рата прво је служио у „Пољским легионима“. Прво је био командир чете и батаљона Прве бригаде Пољских легиона. Године 1915. је са чином мајора био командант у Пољској војној организацији (пољ. Polska Organizacja Wojskowa) која се борила против Русије. Од 1916. године био је командант пукова у Првој и Другој бригади. Од јула 1917. године са чином потпуковника је био предводник другог пешадијског пука у оквиру Друге бригаде Пољских легиона који се борио за Аустроугарску монархију. После потписивања Споразума у Брест-Литовску био је иницијатор побуне Друге бригаде против Аустроугарске и пробијања до Украјине. После пробоја је предао командовање над овом формацијом генералу Јозефу Халеру (пољ. Józef Haller). После преласка линије фронта, са чином пуковника, постао је шеф штаба Другог пољског корпуса у Русији. После немачког разоружавања Корпуса у бици код Канива у мају 1918. године, служио је у Пољској војној организацији у Русији. Био је командир Другог пешадијског пука у саставу Четврте дивизије пољских стрелаца.

## Период после Првог светског рата
Од јануара 1919. године Михал Жимјерски је био припадник Пољске војске. У августу 1919. године, када је избио Први шлески устанак, постао је командир одељења Главног штаба задуженог за Шлески устанак. Задатак овог одељења је био да управља устанком против Немачке на територији Горње Шлезије. Године 1919. и 1920. учествовао је у Совјетско-пољском рату, у коме је управљао фронтом око реке Березине код града Борисова. био је командир Друге бригаде, а касније и Друге пешадијске дивизије Пољских легиона. Године 1922. и 1923. је студирао у Вишој војној школи (фр. École Supérieure de Guerre) у Паризу. Године 1924, са само 35 година, добио је чин генерала бригаде, и именован је за заменика шефа армијске администрације за послове наоружања (одговоран за финансије - куповину војне опреме). За време Мајског преврата 1926. године стао је на страну државе. После пораза снага лојалних власти, ухапшен је.
Михал Жимјерски је 6. септембра 1927. осуђен на 5 година затвора због финансијских прекорачења приликом куповине за армију противгасних масака. Када је осуђен, одузета су му и одликовања, одузети су му војни чинови и искључен је из војне службе. Казну је служио у затворима у Варшави и у Ћешину (пољ. Cieszyn) до 1931. године. За време док је био у затвору успоставио је везе са комунистима, одбацивши своја дотадашња политичка начела.
После изласка из затвора је живео у Француској (до 1938). У Француској је приступио Комунистичкој партији Пољске. Године 1932. почео је да сарађује са совјетским одељењем НКВДа (или одељењем Црвене армије), које је 1937. године прекинуло сарадњу са њим, сумњајући да им даје лажне податке. Жимјерски је НКВД-у давао податке о организацији и школовању Пољске војске, трансакцијама пољског Министарства војних послова у Француској, а такође је врбовао и пољске официре да раде за СССР.
У периоду између 1931. и 1938. године везе са одељењем СССР-а су успоставила и Михалова три брата: Јан, Јозеф и Станислав..

## Други светски рат
У октобру 1938. године Жимјерски се вратио у Пољску. Године 1939. је безуспешно покушавао да се врати у војску. За време Немачке окупације одржавао је везе са комунистичком организацијом „Срп и чекић“. На јесен 1939. године је направио фалсикована документа са презименом Зволињски (пољ. Zwoliński) и њих је користио за време немачке окупације. У фебруару 1940. године конспиративни народни суд, који је био састављен од противника Пилсудског, прогласио је казну из 1927. године неважећом и рехабилитовао Жимјерског. Суд није знао да је Жимјерски био агент НКВД-а. Године 1940. Жимјерски је поново поудио своје услуге НКВД-у, али је овај са њим успоставио везе тек 1942. године. Задатак Жимјерског је био достављање података СССР-у о пољском подземљу. Због задатка Жимјерски је покушавао да се прикључи организацијама као што су Савез оружане борбе — пољ. Związek Walki Zbrojnej, Сељачки батаљони — пољ. Bataliony Chłopskie, Народне оружане снаге — пољ. Narodowe Siły Zbrojne, међутим нигде није успео да се прикључи. Године 1941. је поново покушао да приступи Савезу оружане борбе, али је опет одбијен.
Од 1943. године је успоставио везе са Пољском радничком партијом (пољ. Polska Partia Robotnicza), Народном гардом (пољ. Gwardia Ludowa), а потом и са Народном армијом (пољ. Armia Ludow). Од маја 1943. је саветник за војна питања у Главном штабу Народне гарде. За главнокомандујућег Народне армије је постављен 1. јануара 1944. године, под псеудонимом Рола. Од 21. јула 1944. је главнокомандујући Пољске војске.